# Eurospace

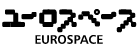
Logo de Eurospace.

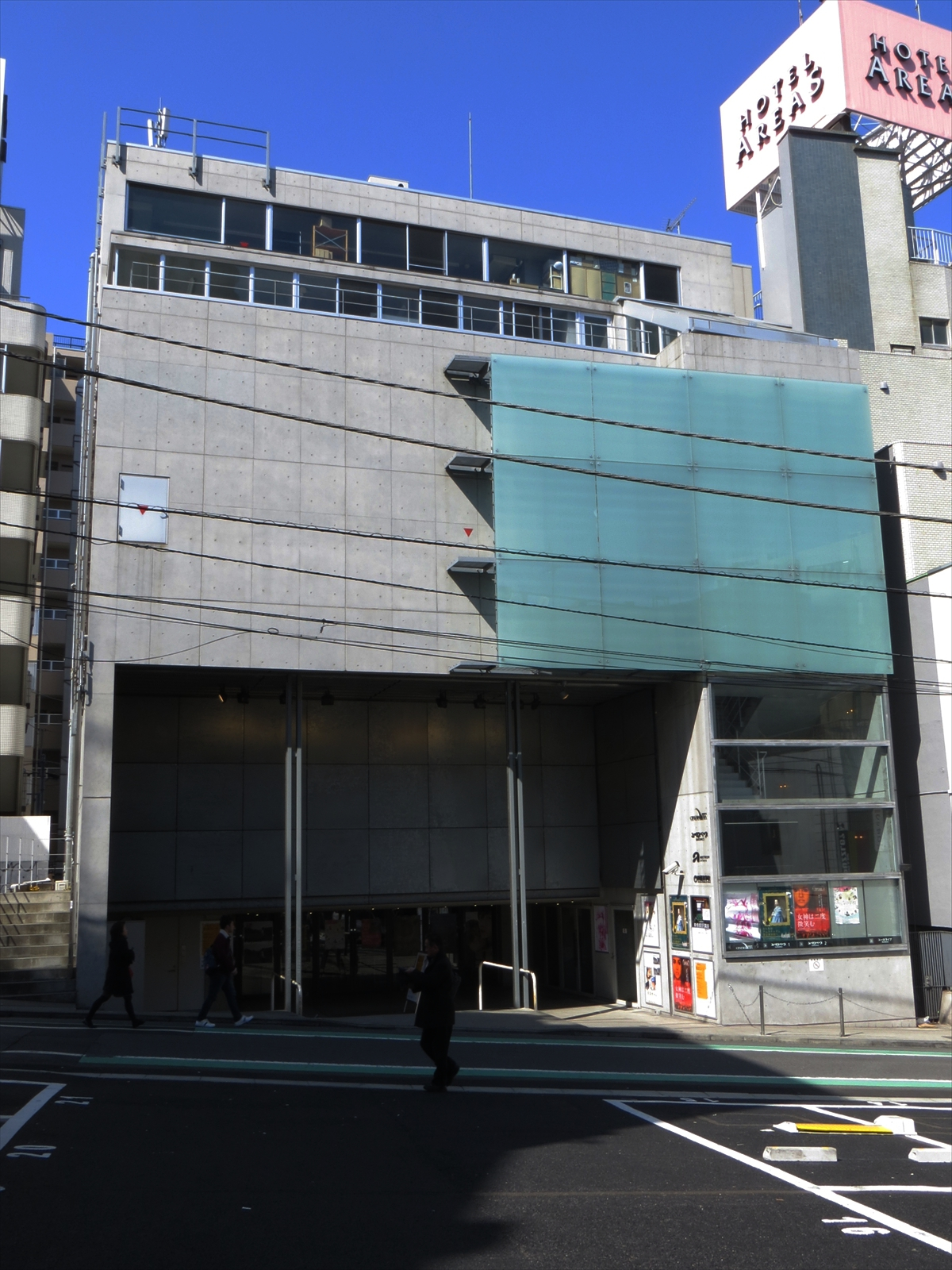
Salles de cinéma et siège d’Eurospace à Shibuya.

Ne doit pas être confondu avec Euro Space Center.
Eurospace (ユーロスペース) est une société de production et de distribution cinématographique japonaise. 

## Historique
Eurospace a été créée en 2006 par Kenzō Horikoshi. Elle s'occupe notamment de coproduire des films étrangers ou des films d'auteur japonais.